# 781 Kartvelia
A 781 Kartvelia (ideiglenes jelöléssel 1914 UF) egy kisbolygó a Naprendszerben. Grigory Neujmin fedezte fel 1914. január 25-én.